# احتياطي قانوني

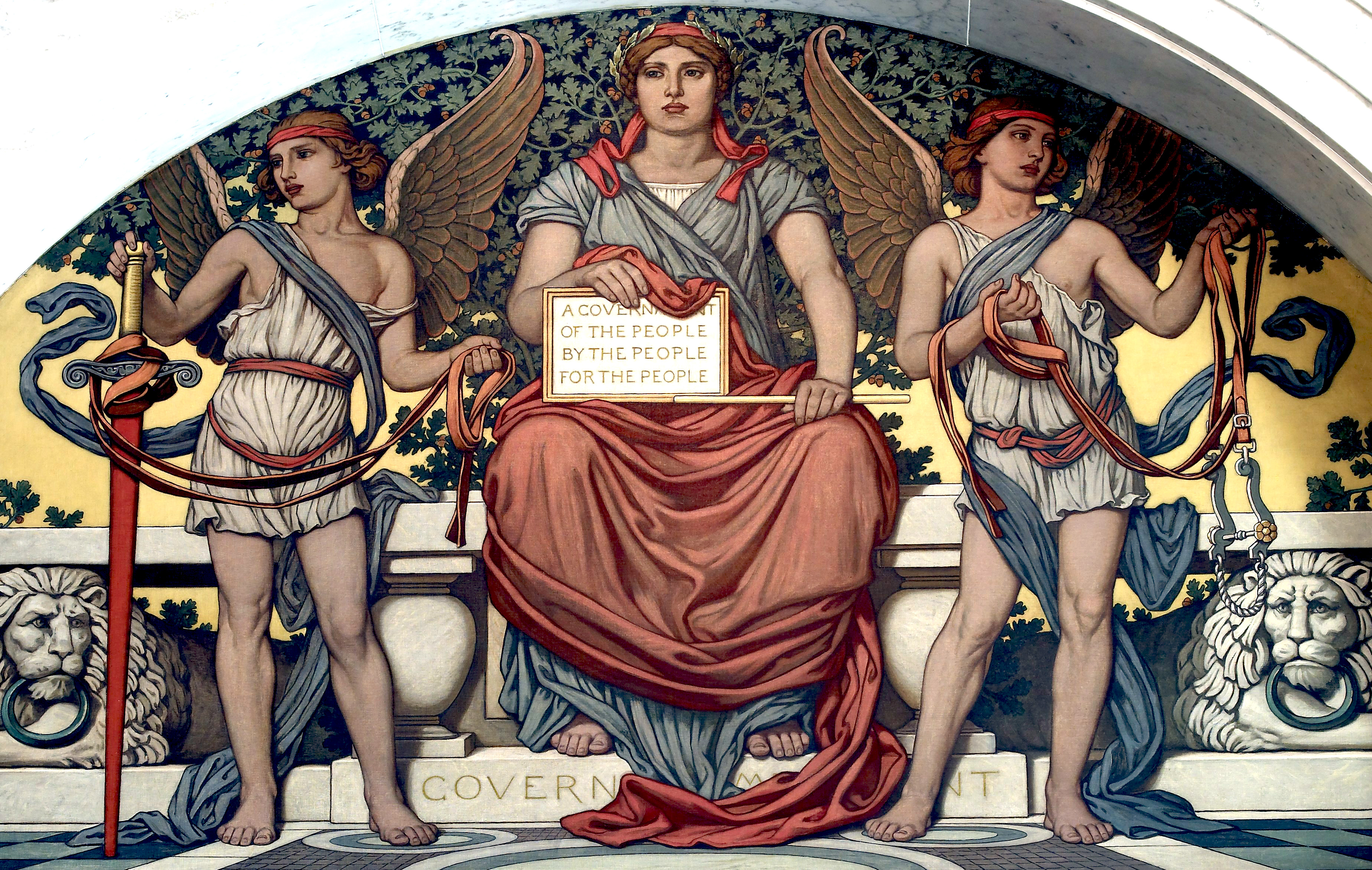

الاحتياطي القانوني أو الاحتياطي الإلزامي (أو نسبة الاحتياطي النقدي) هو نظام خاص تستخدمه معظم البنوك المركزية حول العالم، ولكن ليس جميعها، ويحدد الحد الأدنى من الاحتياطيات التي يجب أن يحتفظ بها البنك التجاري. يحدد البنك المركزي عمومًا الحد الأدنى للاحتياطي بحيث لا يقل عن نسبة مئوية محددة من مبلغ التزامات الإيداع التي يدين بها البنك التجاري لعملائه. يتكون احتياطي البنك التجاري عادة من مبلغ نقدي يملكه البنك ويُخزن في خزنته الخاصة (صندوق النقد)، بالإضافة إلى رصيد البنك التجاري في حسابه لدى البنك المركزي.
تُستخدم نسبة الاحتياطي المطلوبة في بعض الأحيان أداةً في السياسة النقدية، ما يؤثر على الاقتراض وأسعار الفائدة في البلاد عن طريق تغيير مبلغ الأموال المتاحة للبنوك لتقديم القروض. نادرًا ما تزيد البنوك المركزية الغربية من متطلبات الاحتياطي لأنها سوف تسبب مشاكل سيولة فورية للبنوك ذات الاحتياطيات الفائضة المنخفضة، بل تفضل عمومًا استخدام عمليات السوق المفتوحة (شراء السندات الحكومية وبيعها) لتنفيذ سياستها النقدية. يستخدم بنك الشعب الصيني التغيرات في متطلبات الاحتياطي أداةً لمكافحة التضخم، وقد رفع متطلبات الاحتياطي عشر مرات في عام 2007 وإحدى عشرة مرة منذ بداية عام 2010.

## الاحتياطيات المطلوبة

### المملكة المتحدة
يُستخدم مصطلح بنوك المقاصة في المملكة المتحدة أحيانًا، ويُقصد به البنوك التي تمتلك القدرة على الوصول المباشر إلى نظام المقاصة. بيد أنه لغرض الوضوح، سيُستخدم مصطلح البنوك التجارية في ما تبقى من هذا القسم.
احتفظ بنك إنجلترا، وهو البنك المركزي لكامل المملكة المتحدة، سابقًا بنسبة الاحتياطي النقدي الطوعي، دون تحديد الحد الأدنى من متطلباته، وقد عنى ذلك من الناحية النظرية أن البنوك التجارية قادرة على الاحتفاظ باحتياطيات صفرية. بيد أن متوسط نسبة الاحتياطي النقدي في النظام المصرفي في كامل المملكة المتحدة كان أعلى خلال تلك الفترة، إذ بلغ 0.15% تقريبًا في عام 1999.
في الفترة بين عامي 1971 و1980، وافقت جميع البنوك التجارية على نسبة احتياطي نقدي قدرها 1.5%، وأُلغي العمل بذلك في عام 1981.
في الفترة بين عامي 1981 و2009، وضع كل بنك تجاري حدّه الشهري للاحتياطي الطوعي في عقد مع بنك إنجلترا. قد يؤدي الفائض في الاحتياطيات أو نقصها استنادًا إلى حد البنك التجاري نفسه على مدى فترة متوسطها يوم واحد إلى فرض رسوم، ما يحفز البنك التجاري على البقاء قرب ذلك الحد، وهو نظام يُعرف بتوسيط الاحتياطيات.
بعد تطبيق التيسير الكمي والفائدة على الاحتياطيات الفائضة في عام 2009، لم يعد لزامًا على البنوك أن تضع حدًا، وهكذا لم تعد هناك أي إجراءات عقابية على الاحتفاظ بالاحتياطيات الفائضة؛ بل عوّضت بالتناسب عن الاحتفاظ بكل احتياطياتها بسعر فائدة البنك. في غياب حدّ متفق عليه، فإن مفهوم الاحتياطيات الفائضة لا ينطبق في الواقع على بنك إنجلترا بعد الآن، لذلك فمن غير الصحيح تقنيًا تسمية سياسته الجديدة «الفائدة على الاحتياطيات الفائضة».

## كندا
ألغت كندا الاحتياطي النقدي في عام 1992.